# Tutto il bene del mondo
Tutto il bene del mondo (Un mundo menos peor) è un film del 2004 diretto da Alejandro Agresti.

## Trama
Il film è ambientato in Argentina nei primi anni del XXI secolo. Isabel scopre che Cholo, il marito di cui non ha avuto più notizie da oltre vent'anni e da lei creduto vittima della guerra sporca attuata dalla giunta militare argentina fino al 1983, è invece vivo e risiede in un piccolo villaggio turistico in prossimità della Patagonia. Isabel decide pertanto di incontrarlo nuovamente, e si mette in viaggio assieme alle sue due figlie: Sonia, figlia di Cholo ma che non ha mai visto il padre, e Beba, una bambina che Isabel ha avuto da un altro uomo.
Giunta nel villaggio, Isabel cerca di farsi riconoscere da Cholo senza affrontarlo direttamente, ma Cholo (che ora lavora come fornaio, conduce una vita molto modesta e agli abitanti del villaggio ha raccontato che la sua famiglia è morta in un incidente stradale) sembra non accorgersi di lei. Quando Isabel, stanca dell'apparente indifferenza del marito, decide ad affrontarlo, Cholo nega di conoscerla. Una lunga lettera scritta da Sonia al padre, spingerà Cholo a prendere contatto con le tre donne.

## Riconoscimenti
- 61ª Mostra internazionale d'arte cinematografica di Venezia
  - Sezione Orizzonti: Miglior film - Premio Città di Roma